# Амасія (цар Юдеї)
Амасія (Амація) — син, та наступник Йоаса, цар Юдейського царства. В. Олбрайт датує період його правління 800—783 р. до н. е., а Е. Тілє відносить час його царювання до 796—767 р. до н. е.

## Життєпис
Амасія провів успішну військову кампанію проти Ідумеї (Едом). Юдеї оволоділи столицею Едому, містом Силою. Амасії все ж не вдалося здобути вихід до Червоного моря; він зміг захопити території на південь від Мертвого моря і північну частину Синая. Після перемоги над Едомом в Юдеї набули поширення культи ідумеян, підтримувані самим царем, що було негативно сприйнято народом.
Потім почалася війна між Ізраїлем і Юдою. Юдеї зазнали поразки, їх армія розбіглася, а сам Амасія потрапив біля Бейт-Шемеша у полон до Йоаса (2 Цар. 14:13). Ізраїльські війська переможно увійшли до Єрусалиму, зруйнували частину фортечної стіни і захопили скарбниці царського палацу і Храму. Поки Амасія перебував у полоні, влада в країні перейшла в руки його сина Азарії (Уззії).
Після смерті Йоаса Амасію відпустили на свободу. Повернувшись у Єрусалим, він був змушений ділити владу зі своїм сином. Через деякий час проти царя була змова. Амасії вдалося втекти і він сховався в місті Лахіш. Потім війська, вірні Азарії, захопили Лахіш і вбили Амасію.